# MORITA
株式会社MORITA（モリタ）は、日本の埼玉県東松山市本社を置く企業である。

## 沿革
- 1968年（昭和43年） - 埼玉県東松山市に個人商店「森田商事」として創業。
- 2004年（平成16年） - 「有限会社森田商事」として法人化する。
- 2009年（平成21年） - 社名を「株式会社MORITA」に変更。
- 2010年（平成22年）12月 - インテリア仏像ブランド「イSム（イスム）」を立ち上げた。
- 2018年（平成30年） - 本社を東京都千代田区に移転する。
- 2023年（令和5年） - 本社を埼玉県東松山市に移転する。

## 事業について
代表の森田滋の祖父は美術工芸品の輸入卸業を営んでいため、当初は木彫工芸品を扱っていた。現在は仏像の卸売りや小売り、仏像フィギュアの製作や販売、神社仏閣用お守り木札作成など行なっている。

## 仏像フィギュアの製作

### 新規開拓
当時無名に等しかったMORITAは新規開拓を始めるため同社代表の森田滋は製品開発に悩んでいる頃、とある企業から「有名な怪獣キャラクターの版権を使って木彫りの怪獣を作って欲しい」というオーダーが来たため森田は「自社ブランドを確立するいい機会になれば」と思いそのオーダーを引き受けて製作を始める。完成した際に森田曰く自信はあったが、通信販売店が新聞広告を出しだがほとんど売れなかった。

### 阿修羅像フィギュアでの成功
森田は「仏像屋は仏像屋らしくいこう」と思い直し、有名な仏像のフィギュアを作って販売しようと考え、よくある木製の仏像ではなくプラスチック製のフィギュアを製造することに決める。阿修羅像フィギュアを製作し京都府や奈良県の土産屋に販路を持っていたため売り込みをしたら評判は良好であった。
2009年に東京国立博物館で開催された「国宝阿修羅展」で同社の阿修羅像フィギュアで反響を受け通信販売業者から掲載依頼が殺到した。その後、様々な仏像をフィギュアを製作するようになり、ウェブサイト「仏像ワールド」を開設し販売を開始する。

### イSム (イスム)
2010年12月に仏像フィギュアブランド「イSム」を立ち上げる。2013年には表参道に路面店をオープンした

## その他の事業所
- 株式会社MORITA 埼玉ロジスティックセンター

埼玉県東松山市東平2123